# 발레리 레잔체프
발레리 그리고리예비치 레잔체프(러시아어: Вале́рий Григо́рьевич Реза́нцев, 1946년 10월 8일~)는 소련과 러시아의 레슬링 선수, 지도자이다. 1972년과 1976년 하계 올림픽 그레코로만형 라이트헤비급에서 금메달을 획득했다.

## 수훈
- 노동적기훈장(1976년)
- 명예휘장훈장 2회(1972년)